# 1383 Limburgia
1383 Limburgia è un asteroide della fascia principale del diametro medio di circa 22,32 km. Scoperto nel 1934, presenta un'orbita caratterizzata da un semiasse maggiore pari a 3,0758185 UA e da un'eccentricità di 0,1919481, inclinata di 0,04961° rispetto all'eclittica.
L'asteroide prende il suo nome dalla provincia del Limburgo, nei Paesi Bassi.